# Фотоелектронний помножувач

Схема фотопомножувача

Фотоелектронний помножувач (ФЕП) - пристрій, призначений для підсилення слабкого світлового сигналу й перетворення його в електричний. Фотопомножувачі викорстовуються в сцинтиляційних лічильниках. 
Фотоелектронний помножувач складається із фотокатоду, з якого при поглинанні кванта світла завдяки фотоефекту вибиваються електрони та кількох додаткових електродів, з яких вибиті й прискорені електрони вибивають нові вторинні електрони завдяки вторинній електронній емісії. 
Фотопомножувач був винайдений у 1930 радянським вченим Л. А. Кубецьким. Сучасні ФЕП – це високоякісні одноканальні приймачі випромінювання в ультрафіолетовому, видимому, і ближньому інфрачервоному діапазонах спектра (120 – 1200 нм). Світлочутливою поверхнею фото помножувача є фотокатод. Якщо електричним полем зібрати електрони, які вилетіли з фотокатода, ми отримаємо фотоелемент. Подібні фотоелементи використовувались в астрономії до ФЕП. На фотоелементі був побудований перший радянський фотоелектричний фотометр (1930). Технічний ФЕП являє собою скляну циліндричну колбу, в якій створений вакуум. Щоб виготовити напівпрозорий фотокатод, на внутрішню поверхню переднього торця цієї колби, спочатку наноситься тонка підкладка з металу (як правило з хрому). А потім на неї наноситься речовина, яка добре виділяє електрони під дією світла. Такими речовинами є метали та їхні оксиди, з обов’язковими домішками лужних металів: цезію, рубідію, калію, натрію. При попаданні світла на тонку прозору плівку в цих лужних металів створюється найкраща умова для вивільнення фотоелектронів. 
Спектральний квантовий вихід k(λ)
k(λ) = число вибитих електронів / число фотонів в даному інтервалі частот.

## Спектральна чутливість ФЕП
Найменшу чутливість у видимій області має срібно-киснево-цезієвий катод S–1 (за ДСТУ С1). В нього є дві особливості по-перше, історично це перший фотокатод який використовувався у ФЕП. По-друге, хоча у цього фотокатода невисока чутливість у видимій області, зона його спектральної чутливості простягається до 11000 – 12000 Ǻ, тобто він продовжує працювати у ближній інфрачервоній області. Коли у Джонсона ще не було чутливих фотокатодів в області 7000 – 8000 Ǻ, він виконував виміри в червоній області спектра саме за допомогою катода типу S–1. Тому смуга R, створювана за допомогою світофільтра КС–14 та ФЕП–79, сильно відрізняється від такої ж смуги в Джонсона перш за все тим, що остання значно ширша і на п’ятипроцентному рівні чутливості простягається від 5400 Ǻ до 8900 Ǻ.
При створенні системи UBV Джонсон використовував фотопомножувачем марки 1Р21. Це фотопомножувач з катодом типа S–11 (за ДСТУ–С6). Це - сурм'яно-цезієвий катод. В області 4000 Ǻ. він має в 20 разів більший квантовий вихід, в порівняні з катодом типу S-1. До 6500 Ǻ Чутливість того катода спадає практично до нуля. 
Фотокатод типу S–20 (за ДСТУ–С11), називається мультилужним. В його склад входить Sb(Na2K), з адсорбованим шаром цезію на поверхні. Ці катоди найбільше використовуються в зоряній астрономії. В будь-якого фотокатода, до якого підключена напруга, виникає фотострум, навіть за відсутності освітлення. Це явище має назву термоелектронної емісії. Воно викликане тепловим рухом електронів. Фотострум, викликаний цим рухом, називається темновим струмом. В срібно-киснево-цезієвих катодах типу S-1, при кімнатній температурі, термоемісія дуже велика: кожну секунду вилітають десятки тисяч
термоелектронів. На таком фоні неможливо виміряти частку фотостуму, викликаного світлом зорі. Зменшити темновий струм можна шляхом охолодження фотокатода. Часто
використовується охолодження твердою вуглекислотою до температури -70 °C. Фотокатоди типів S-11 і S-20 мають при кімнатній температурі, термоемісію на 3–4 порядки меншу, тому охолодження не використовується. В наш час великою популярністю користуються фотопомножувачі японської фірми Hamamatsu. До цього в нашій державі найчастніше використовувався фотопомножувач ФЕП—79.